# Rallye Köln-Ahrweiler

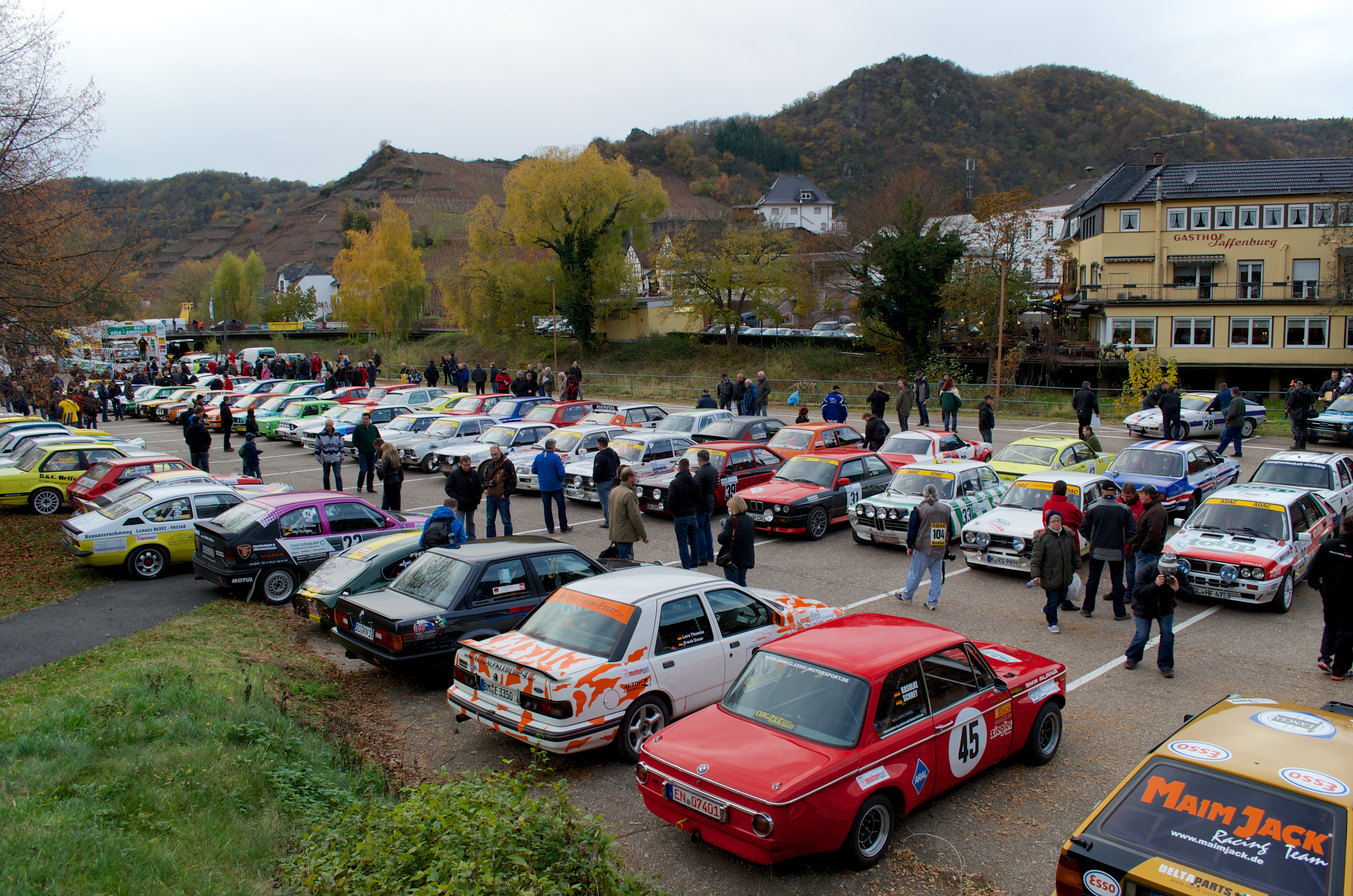
Parc fermé der Rallye Köln Ahrweiler 2012

Die Rallye Köln-Ahrweiler (RKA) ist eine vom ADAC unterstützte Rallye rund um den Winzerort Mayschoß an der Ahr (Eifel) inkl. (nicht in jedem Jahr) einer Wertungsprüfung auf der Nürburgring-Nordschleife in entgegengesetzter Fahrtrichtung.
2012 nahmen Youngtimer-Fahrzeuge, die bis Ende 1988 homologiert sind, sowie historische Tourenwagen und GT-Fahrzeuge der Baujahre 1962 bis 1981 in verschiedenen Wertungsgruppen teil. Youngtimer, die nicht in das Reglement passen, fahren als sogenannte Vorauswagen vor der eigentlichen Wertungsprüfung. So können historische Rallyefahrzeuge als Teil des kraftfahrzeugtechnischen Kulturgutes sportlich und in Wettbewerbsbedingungen bewegt werden.
Im Rahmen der RKA wird das Saisonfinale der Youngtimer Trophy mit Fahrzeugen von 1966 bis 1988 abgehalten. Weiterhin startet ein Sonderwertungslauf der Youngtimer Rallye Trophy.
Sie ist neben dem Großen Preis von Deutschland, der WRC Deutschland-Rallye und dem 24-Stunden-Rennen auf dem Nürburgring einer der wichtigsten Motorsportveranstaltungen im Westen Deutschlands. Auch viele prominente Fahrer wie Olaf Manthey und die Rallyelegenden Walter Röhrl und Björn Waldegård nahmen bereits an der Traditionsveranstaltung erfolgreich teil.
In den letzten Jahren umfasste das gemeldete Starterfeld mehr als 100 Fahrer. Die Rallye findet stets am zweiten Wochenende im November statt.

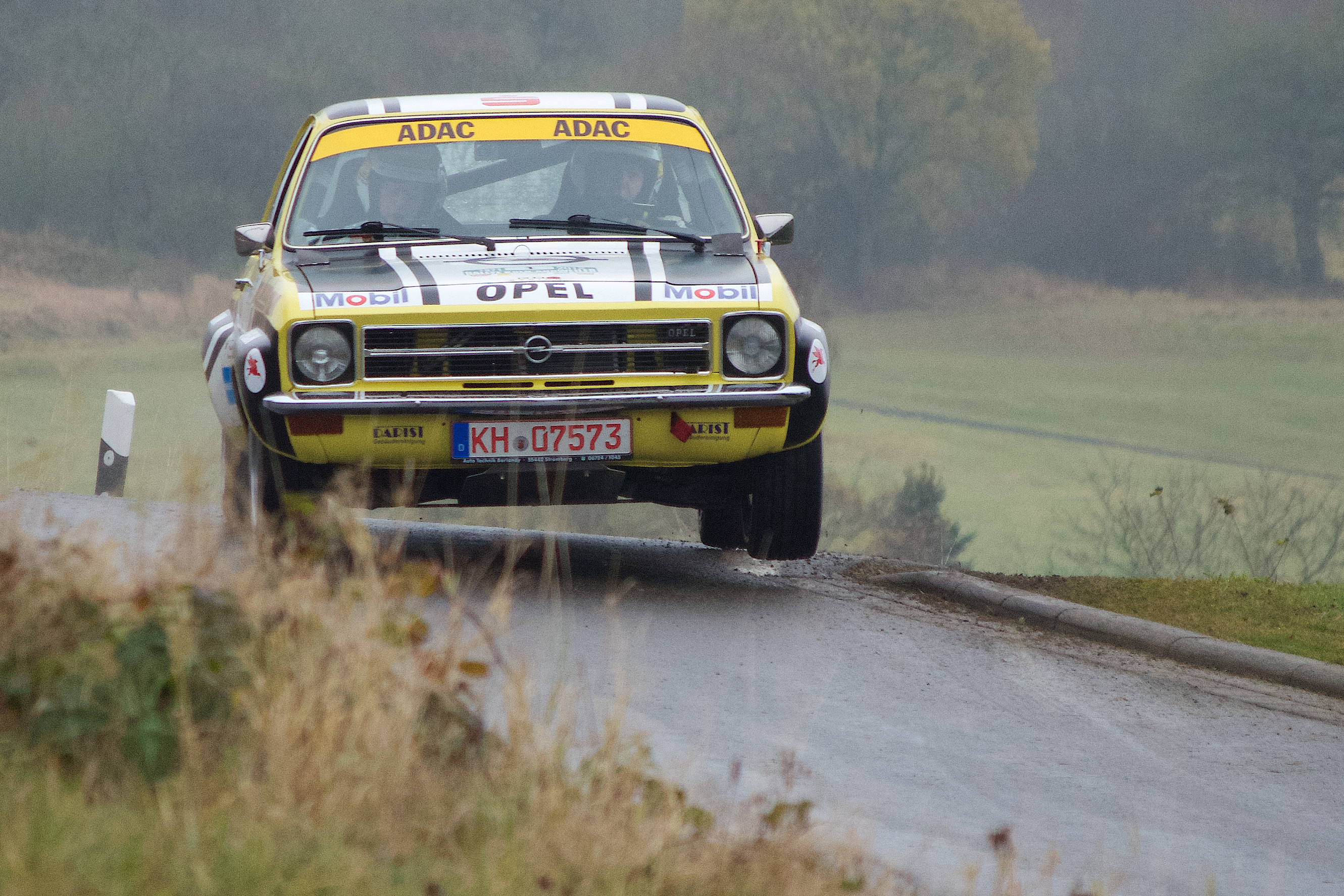
Gewinnerfahrzeug Opel Ascona A während RKA 2012

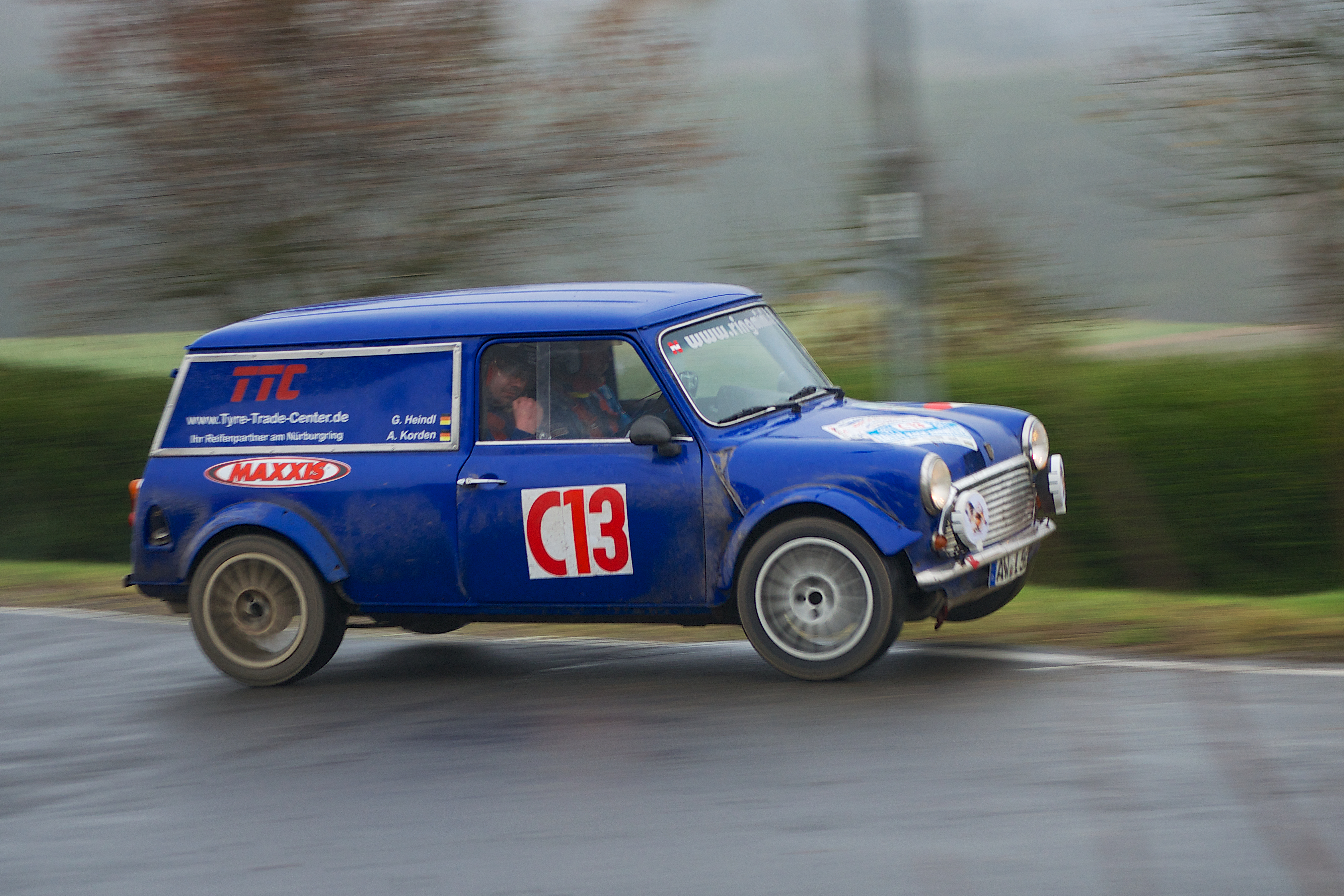
Vorausfahrzeug Mini Clubman (1982) während der RKA 2012

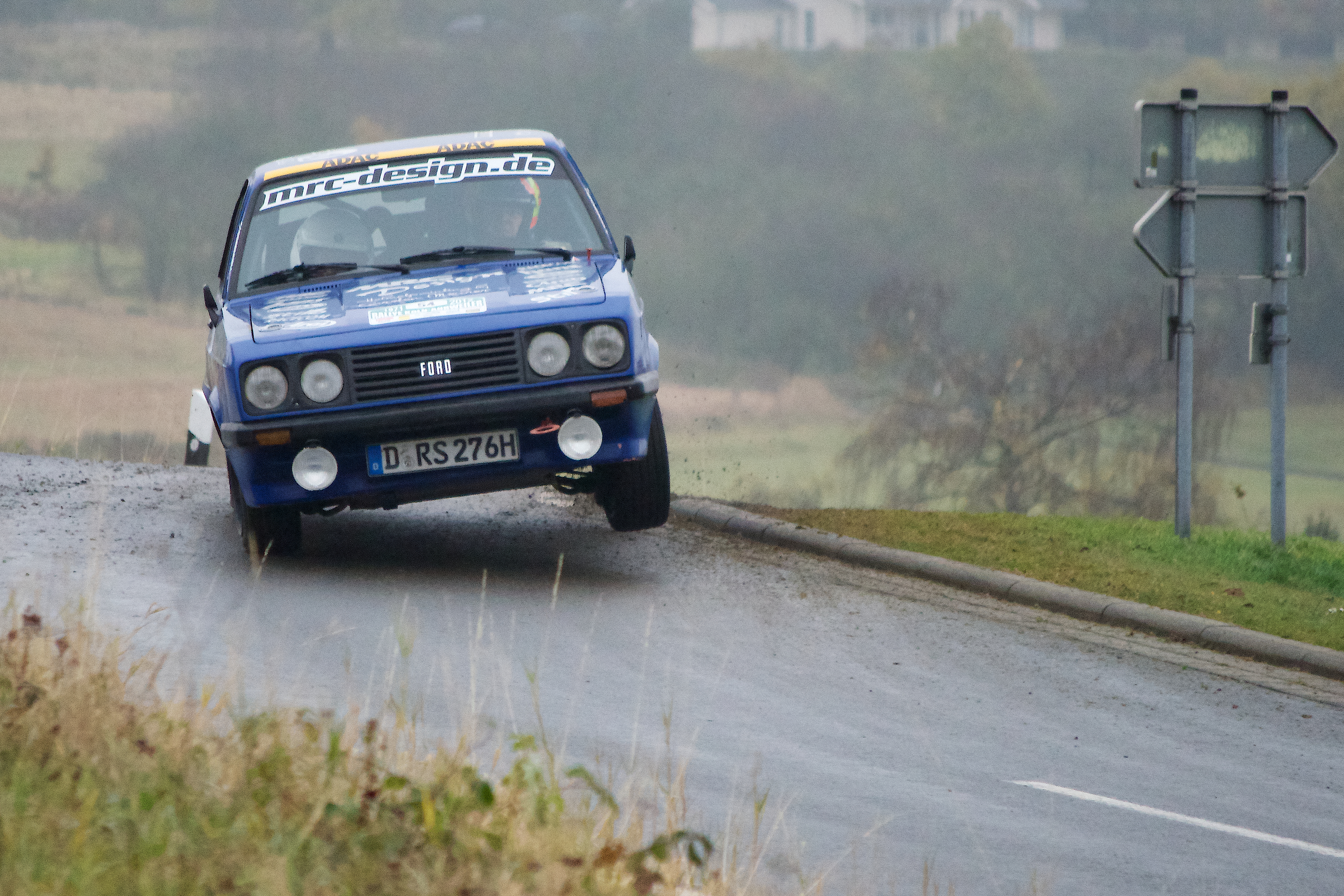
Ford Escort RS 2000 während der RKA 2012

## Sieger
| Jahr | Sieger                    | Herkunftsland | Auto                   |
| ---- | ------------------------- | ------------- | ---------------------- |
| 1971 | Pilz/Witte                | Deutschland   | Opel Kadett B          |
| 1972 | Meyendorf/Flieger         | Deutschland   | BMW 2002 ti            |
| 1973 | Günther/Witte             | Deutschland   | Opel Ascona            |
| 1974 | Schnorr/Witte             | Deutschland   | BMW 1600               |
| 1975 | Schewe/Witte              | Deutschland   | Porsche                |
| 1976 | Demuth/Reinke             | Deutschland   | Toyota Celica          |
| 1977 | Balensiefen/Lütz          | Deutschland   | Porsche                |
| 1978 | Melin/Eriksson            | Schweden      | VW Golf GTI            |
| 1979 | Hungerberg/Buhlmann       | Deutschland   | Ford Escort            |
| 1980 | Carlsson/Fabisch          | Schweden      | Ford Escort            |
| 1982 | Dumont/Peters             | Belgien       | Datsun Violet          |
| 1983 | Eklund/Spjuth             | Schweden      | Toyota Celica          |
| 1984 | Petterson/Jönsson         | Schweden      | Audi 80 quattro        |
| 1985 | Kristiansen/Jönsson       | Danemark      | Peugeot 205 Turbo      |
| 1986 | Bosch/Osterbaan           | Niederlande   | Audi 80 quattro        |
| 1987 | Demuth/Fellinger          | Deutschland   | Mercedes 190E          |
| 1994 | Röhrl/Heger               | Deutschland   | Ford Escort TC         |
| 1995 | Manthey/Jacobs            | /             | Porsche 914/6          |
| 1996 | Röhrl/Heger               | Deutschland   | Opel Ascona A          |
| 1997 | an der Heiden/Cornelissen | Deutschland   | Porsche Carrera RSR    |
| 1998 | Schlesack/Ramme           | Deutschland   | Ford Escort RS 2000    |
| 1999 | an der Heiden/Cornelissen | Deutschland   | Porsche Carrera RSR    |
| 2000 | Berlandy/Kübler           | Deutschland   | Opel Ascona 400        |
| 2001 | Berlandy/Martick          | Deutschland   | Opel Ascona 400        |
| 2002 | Berlandy/Martick          | Deutschland   | Opel Ascona 400        |
| 2003 | Berlandy/Martick          | Deutschland   | Opel Ascona 400        |
| 2004 | Jerlitschka/Wagner        | Deutschland   | Ford Escort RS 2000    |
| 2005 | Rohde/Wolff               | Deutschland   | Porsche 924 Carrera GT |
| 2006 | Drzensla/Schaaf           | Deutschland   | Ford Escort RS 2000    |
| 2007 | Drzensla/Schaaf           | Deutschland   | Ford Escort RS 2000    |
| 2008 | Berlandy/Pinnen           | Deutschland   | Opel Ascona A          |
| 2009 | Berlandy/Schaaf           | Deutschland   | Opel Ascona A          |
| 2010 | Jerlitschka/Moch          | Deutschland   | Ford Escort RS 2000    |
| 2011 | Berlandy/Schaaf           | Deutschland   | Opel Ascona A          |
| 2012 | Berlandy/Schaaf           | Deutschland   | Opel Ascona A          |
| 2013 | Berlandy/Schaaf           | Deutschland   | Opel Ascona A          |
| 2014 | Werner/Fischer            | Deutschland   | Audi Quattro           |
| 2015 | Berlandy/Schmitt          | Deutschland   | Opel Ascona B 400      |
| 2016 | Berlandy/Schmitt          | Deutschland   | Opel Kadett C GT/E     |
| 2017 | Berlandy/Schmitt          | Deutschland   | Opel Kadett C GT/E     |
| 2018 | Berlandy/Schmitt          | Deutschland   | Opel Kadett C GT/E     |
| 2019 | Zeltner/Hinneberg         | Deutschland   | Porsche 996 GT3        |

## Veranstalter
Veranstaltet wird die Rallye vom Motorsportclub Scuderia Augustusburg Brühl e. V. im ADAC.